# توکای پشت‌سیاه
توکای پشت‌سیاه یا توکای بریتانیای جدید (نام علمی: Zoothera talaseae) گونه‌ای از پرندگان خانواده توکایان (Turdidae) و بومی پاپوآ گینه نو است که در جزایر بریتانیای جدید، آمبوی و بوگنویل وجود دارد. زیستگاه‌های طبیعی آن جنگل‌های معتدل، نیمه‌گرمسیری یا استوایی نمناک دشت و جنگل‌های کوهستانی نمناک نیمه‌گرمسیری یا گرمسیری است.